# Daan Ekkel
Daan Ekkel (Castricum, 5 februari 1965) is een Nederlands acteur, presentator en programmamaker. Hij was onder meer te zien in de film Simon van regisseur Eddy Terstall.

## Biografie
Ekkel brak in 1985 als jonge programmamaker door, toen hij, op uitnodiging van VPRO-programmamaker Frank Wiering, samen met zijn tweelingbroer Willem Ekkel in het televisieprogramma Jonge Helden van de VPRO te zien was. In Jonge Helden gingen de gebroeders Ekkel op zoek naar de jongerencultuur in Nederland. Een groot aantal alternatieve bandjes, waaronder de Boegies en Weekend at Waikiki, kreeg in het programma de kans om zich op televisie te presenteren. Het programma werd uitgezonden tot 1988. In de periode 1990-1993 waren Daan en Willem Ekkel te horen in het VPRO-radioprogramma Ekkel Horizontaal. Willem Ekkel overleed in 2002 aan een hersentumor.
In 1997 debuteerde Daan Ekkel als acteur in de film HUFTERS & hofdames. Vervolgens was hij te zien in de films Babylon (waarin ook broer Willem meespeelde), De boekverfilming, Rent a Friend en Simon; alle van regisseur Eddy Terstall. Ook vervulde hij bijrollen in de series Baantjer en Van Speijk.
Per 2016 is Ekkel actief als schilder en beeldhouwer.
Hij spreekt voor supermarktketen Albert Heijn reclamespotjes in.